# Liste der Nummer-eins-Hits in Deutschland (1993)
Diese Liste enthält alle Nummer-eins-Hits in Deutschland im Jahr 1993. Es gab in diesem Jahr neun Nummer-eins-Singles und elf Nummer-eins-Alben. Größter Hit wurde Haddaways What Is Love, obwohl der Titel in den Charts nie Platz eins erreichen konnte, allerdings zehnmal den zweiten Platz belegte.
Die Single- und Albumcharts wurden von Media Control wöchentlich zusammengestellt und umfassten jeweils 100 Positionen. Sie spiegeln den Verkauf physischer Tonträger (Vinyl und CD) wider. Zur Ermittlung der Plätze 51 bis 100 wurde auch der Radio-Einsatz der Titel herangezogen. Ausgewertet wurden die Verkäufe innerhalb einer Woche (Montag bis Samstag). Die offizielle Veröffentlichung und Datierung der Charts erfolgte am Montag drei Wochen nach Ende des Erhebungszeitraumes.

## Singles
| ← 1992 ← | Liste der Nummer-eins-Hits in Deutschland | Liste der Nummer-eins-Hits in Deutschland | Liste der Nummer-eins-Hits in Deutschland | 1994 →                    |
| \| Zeitraum \| Wo. ges. \| Interpret \| Titel Autor(en) \| Zusätzliche Informationen \| \| (Zeitraum, Wochen auf Platz eins, Interpret, Titel, Autor[en], zusätzliche Informationen) \| \| \| \| \| \| ----------------------------------------------------------------------------------------- \| -------- \| ------------------------- \| -------------------------------------------------------------------------------------------------------------------------------------------------------------------------------------------------------------------------------------------------------------- \| ------------------------- \| \| 21. Dezember 1992 – 17. Januar 1993 4 Wochen \| 4 \| Captain Hollywood Project \| More and More Musik: Michael Eisele, Dietmar Stehle, Oliver Reinecke, Frank Schlingloff, Giora Schein, Nosie Katzmann, Benito Benites, John Virgo Garrett III; Text: Nosie Katzmann, Tony Harrison-Dawson, Benito Benites, John Virgo Garrett III, Thea Austin \| – \| \| 18. Januar 1993 – 24. Januar 1993 1 Woche \| 1 \| Charles & Eddie \| Would I Lie to You? Mick Leeson, Peter Benson Vale \| – \| \| 25. Januar 1993 – 7. März 1993 6 Wochen \| 6 \| Whitney Houston \| I Will Always Love You Dolly Parton \| – \| \| 8. März 1993 – 2. Mai 1993 8 Wochen \| 8 \| Ace of Base \| All That She Wants Ulf Gunnar Ekberg, Malin Sofia Katarina Berggren, Jonas Petter Berggren, Jenny Cecilia Berggren \| – \| \| 3. Mai 1993 – 20. Juni 1993 7 Wochen \| 7 \| Snow \| Informer Shawn Leigh Moltke, Darrin Kenneth O’Brien, Edmond Daryll Leary, Michael L. Grier \| – \| \| 21. Juni 1993 – 22. August 1993 9 Wochen \| 9 \| Culture Beat \| Mr. Vain Musik: Nosie Katzmann, Stephan Zick; Text: Nosie Katzmann, Jeff Carmichael \| – \| \| 23. August 1993 – 31. Oktober 1993 10 Wochen \| 10 \| 4 Non Blondes \| What’s Up? Linda Perry \| – \| \| 1. November 1993 – 21. November 1993 3 Wochen \| 3 \| Pet Shop Boys \| Go West Musik: Jacques Morali; Text: Henri Belolo \| – \| \| 22. November 1993 – 23. Januar 1994 9 Wochen \| 9 \| Meat Loaf \| I’d Do Anything for Love (But I Won’t Do That) Jim Steinman \| – \| |                                           |                                           | |                           |
| ← 1992 |                                           |                                           | | → 1994 →                  |
| Zeitraum | Wo. ges.                                  | Interpret                                 | Titel Autor(en) | Zusätzliche Informationen |
| (Zeitraum, Wochen auf Platz eins, Interpret, Titel, Autor[en], zusätzliche Informationen) |                                           |                                           | |                           |
| 21. Dezember 1992 – 17. Januar 1993 4 Wochen | 4                                         | Captain Hollywood Project                 | More and More Musik: Michael Eisele, Dietmar Stehle, Oliver Reinecke, Frank Schlingloff, Giora Schein, Nosie Katzmann, Benito Benites, John Virgo Garrett III; Text: Nosie Katzmann, Tony Harrison-Dawson, Benito Benites, John Virgo Garrett III, Thea Austin | –                         |
| 18. Januar 1993 – 24. Januar 1993 1 Woche | 1                                         | Charles & Eddie                           | Would I Lie to You? Mick Leeson, Peter Benson Vale | –                         |
| 25. Januar 1993 – 7. März 1993 6 Wochen | 6                                         | Whitney Houston                           | I Will Always Love You Dolly Parton | –                         |
| 8. März 1993 – 2. Mai 1993 8 Wochen | 8                                         | Ace of Base                               | All That She Wants Ulf Gunnar Ekberg, Malin Sofia Katarina Berggren, Jonas Petter Berggren, Jenny Cecilia Berggren | –                         |
| 3. Mai 1993 – 20. Juni 1993 7 Wochen | 7                                         | Snow                                      | Informer Shawn Leigh Moltke, Darrin Kenneth O’Brien, Edmond Daryll Leary, Michael L. Grier | –                         |
| 21. Juni 1993 – 22. August 1993 9 Wochen | 9                                         | Culture Beat                              | Mr. Vain Musik: Nosie Katzmann, Stephan Zick; Text: Nosie Katzmann, Jeff Carmichael | –                         |
| 23. August 1993 – 31. Oktober 1993 10 Wochen | 10                                        | 4 Non Blondes                             | What’s Up? Linda Perry | –                         |
| 1. November 1993 – 21. November 1993 3 Wochen | 3                                         | Pet Shop Boys                             | Go West Musik: Jacques Morali; Text: Henri Belolo | –                         |
| 22. November 1993 – 23. Januar 1994 9 Wochen | 9                                         | Meat Loaf                                 | I’d Do Anything for Love (But I Won’t Do That) Jim Steinman | –                         |

## Alben
| ← 1992 ← | Liste der Nummer-eins-Alben in Deutschland | Liste der Nummer-eins-Alben in Deutschland | Liste der Nummer-eins-Alben in Deutschland | 1994 →                    |
| \| Zeitraum \| Wo. ges. \| Interpret \| Titel \| Zusätzliche Informationen \| \| (Zeitraum, Wochen auf Platz eins, Interpret, Titel, zusätzliche Informationen) \| \| \| \| \| \| ------------------------------------------------------------------------------ \| -------- \| ------------------ \| ---------------------------------- \| ------------------------- \| \| 2. November 1992 – 17. Januar 1993 11 Wochen \| 11 \| ABBA \| ABBA Gold – Greatest Hits \| – \| \| 18. Januar 1993 – 4. April 1993 11 Wochen \| 11 \| (Soundtrack) \| The Bodyguard \| – \| \| 5. April 1993 – 16. Mai 1993 6 Wochen \| 6 \| Depeche Mode \| Songs of Faith and Devotion \| – \| \| 17. Mai 1993 – 30. Mai 1993 2 Wochen (insgesamt 3) \| 3 \| Ace of Base \| Happy Nation \| – \| \| 31. Mai 1993 – 6. Juni 1993 1 Woche \| 1 \| Die Toten Hosen \| Kauf MICH! \| – \| \| 7. Juni 1993 – 18. Juli 1993 6 Wochen \| 6 \| Herbert Grönemeyer \| Chaos \| – \| \| 19. Juli 1993 – 25. Juli 1993 1 Woche (insgesamt 3) \| 3 \| U2 \| Zooropa \| – \| \| 26. Juli 1993 – 1. August 1993 1 Woche (insgesamt 3) \| 3 \| Ace of Base \| Happy Nation \| – \| \| 2. August 1993 – 15. August 1993 2 Wochen (insgesamt 3) \| 3 \| U2 \| Zooropa \| – \| \| 16. August 1993 – 24. Oktober 1993 10 Wochen \| 10 \| 4 Non Blondes \| Bigger, Better, Faster, More! \| – \| \| 25. Oktober 1993 – 21. November 1993 4 Wochen \| 4 \| Pet Shop Boys \| Very \| – \| \| 22. November 1993 – 5. Dezember 1993 2 Wochen \| 2 \| Meat Loaf \| Bat Out of Hell II: Back into Hell \| – \| \| 6. Dezember 1993 – 30. Januar 1994 8 Wochen \| 8 \| Phil Collins \| Both Sides \| – \| |                                            |                                            |                                            |                           |
| ← 1992 |                                            |                                            |                                            | → 1994 →                  |
| Zeitraum | Wo. ges.                                   | Interpret                                  | Titel                                      | Zusätzliche Informationen |
| (Zeitraum, Wochen auf Platz eins, Interpret, Titel, zusätzliche Informationen) |                                            |                                            |                                            |                           |
| 2. November 1992 – 17. Januar 1993 11 Wochen | 11                                         | ABBA                                       | ABBA Gold – Greatest Hits                  | –                         |
| 18. Januar 1993 – 4. April 1993 11 Wochen | 11                                         | (Soundtrack)                               | The Bodyguard                              | –                         |
| 5. April 1993 – 16. Mai 1993 6 Wochen | 6                                          | Depeche Mode                               | Songs of Faith and Devotion                | –                         |
| 17. Mai 1993 – 30. Mai 1993 2 Wochen (insgesamt 3) | 3                                          | Ace of Base                                | Happy Nation                               | –                         |
| 31. Mai 1993 – 6. Juni 1993 1 Woche | 1                                          | Die Toten Hosen                            | Kauf MICH!                                 | –                         |
| 7. Juni 1993 – 18. Juli 1993 6 Wochen | 6                                          | Herbert Grönemeyer                         | Chaos                                      | –                         |
| 19. Juli 1993 – 25. Juli 1993 1 Woche (insgesamt 3) | 3                                          | U2                                         | Zooropa                                    | –                         |
| 26. Juli 1993 – 1. August 1993 1 Woche (insgesamt 3) | 3                                          | Ace of Base                                | Happy Nation                               | –                         |
| 2. August 1993 – 15. August 1993 2 Wochen (insgesamt 3) | 3                                          | U2                                         | Zooropa                                    | –                         |
| 16. August 1993 – 24. Oktober 1993 10 Wochen | 10                                         | 4 Non Blondes                              | Bigger, Better, Faster, More!              | –                         |
| 25. Oktober 1993 – 21. November 1993 4 Wochen | 4                                          | Pet Shop Boys                              | Very                                       | –                         |
| 22. November 1993 – 5. Dezember 1993 2 Wochen | 2                                          | Meat Loaf                                  | Bat Out of Hell II: Back into Hell         | –                         |
| 6. Dezember 1993 – 30. Januar 1994 8 Wochen | 8                                          | Phil Collins                               | Both Sides                                 | –                         |

## Jahreshitparaden
| ← 1992 ← | Liste der Jahres-Nummer-eins-Hits in Deutschland | Liste der Jahres-Nummer-eins-Hits in Deutschland      | Liste der Jahres-Nummer-eins-Hits in Deutschland | 1994 →   |
| \| Singles \| Position# \| Alben \| \| ------------------------------------------------------------------------------------------------------------------------------ \| --------- \| ----------------------------------------------------- \| \| All That She Wants Ace of Base Ulf Gunnar Ekberg, Malin Sofia Katarina Berggren, Jonas Petter Berggren, Jenny Cecilia Berggren \| 1 \| The Bodyguard: Original Soundtrack Album (Soundtrack) \| \| What Is Love Haddaway Musik: Tony Hendrik; Text: Karin Hartmann-Eisenblätter \| 2 \| Keep the Faith Bon Jovi \| \| What’s Up? 4 Non Blondes Linda Perry \| 3 \| Happy Nation Ace of Base \| \| Mr. Vain Culture Beat Musik: Nosie Katzmann, Stephan Zick; Text: Nosie Katzmann, Jeff Carmichael \| 4 \| Unplugged Eric Clapton \| \| No Limit 2 Unlimited Musik: Phil Wilde, Jean-Paul Henriette Coster; Text: Anita D. Dels, Raymond L. Slijngaard \| 5 \| Bigger, Better, Faster, More! 4 Non Blondes \| \| Informer Snow Shawn Leigh Moltke, Darrin Kenneth O’Brien, Edmond Daryll Leary, Michael L. Grier \| 6 \| Dangerous Michael Jackson \| \| I Will Always Love You Whitney Houston Dolly Parton \| 7 \| Automatic for the People R.E.M. \| \| Sing Hallelujah Dr. Alban Musik: Douglas Ian Carr, Dag Krister Volle; Text: Alban Nwapa \| 8 \| Off the Ground Paul McCartney \| \| (I Can’t Help) Falling in Love with You UB40 George David Weiss, Luigi Creatore, Hugo E. Peretti \| 9 \| ABBA Gold – Greatest Hits ABBA \| \| Living on My Own Freddie Mercury Frederick Mercury \| 10 \| Chaos Herbert Grönemeyer \| |                                                  |                                                       |                                                  |          |
| ← 1992 |                                                  |                                                       |                                                  | → 1994 → |
| Singles | Position#                                        | Alben                                                 |                                                  |          |
| All That She Wants Ace of Base Ulf Gunnar Ekberg, Malin Sofia Katarina Berggren, Jonas Petter Berggren, Jenny Cecilia Berggren | 1                                                | The Bodyguard: Original Soundtrack Album (Soundtrack) |                                                  |          |
| What Is Love Haddaway Musik: Tony Hendrik; Text: Karin Hartmann-Eisenblätter | 2                                                | Keep the Faith Bon Jovi                               |                                                  |          |
| What’s Up? 4 Non Blondes Linda Perry | 3                                                | Happy Nation Ace of Base                              |                                                  |          |
| Mr. Vain Culture Beat Musik: Nosie Katzmann, Stephan Zick; Text: Nosie Katzmann, Jeff Carmichael | 4                                                | Unplugged Eric Clapton                                |                                                  |          |
| No Limit 2 Unlimited Musik: Phil Wilde, Jean-Paul Henriette Coster; Text: Anita D. Dels, Raymond L. Slijngaard | 5                                                | Bigger, Better, Faster, More! 4 Non Blondes           |                                                  |          |
| Informer Snow Shawn Leigh Moltke, Darrin Kenneth O’Brien, Edmond Daryll Leary, Michael L. Grier | 6                                                | Dangerous Michael Jackson                             |                                                  |          |
| I Will Always Love You Whitney Houston Dolly Parton | 7                                                | Automatic for the People R.E.M.                       |                                                  |          |
| Sing Hallelujah Dr. Alban Musik: Douglas Ian Carr, Dag Krister Volle; Text: Alban Nwapa | 8                                                | Off the Ground Paul McCartney                         |                                                  |          |
| (I Can’t Help) Falling in Love with You UB40 George David Weiss, Luigi Creatore, Hugo E. Peretti | 9                                                | ABBA Gold – Greatest Hits ABBA                        |                                                  |          |
| Living on My Own Freddie Mercury Frederick Mercury | 10                                               | Chaos Herbert Grönemeyer                              |                                                  |          |